# Sphaeramia nematoptera
Cá sơn mắt đỏ (Danh pháp khoa học: Sphaeramia nematoptera) là một loài cá trong họ Apogonidae, chúng được tìm thấy khắp vùng Bắc Thái Bình Dương, Nam Thái Bình Dương cho đến vành đai đá ngầm. Chúng cũng được nuôi nhiều để làm cá cảnh.

## Đặc điểm
Kích thước của chúng có thể lên đến 3 inch (8 cm). Chúng có những đường kẻ ngang màu đen và rắn ở giữa người với những chấm tròn màu đỏ tròn đều trên thân nền màu trắng. Việc quyết định giới tính ở cửa hàng là khá khó khăn. Khi chúng lớn lên sẽ dễ phân biệt giới tính hơn. Những con đực sẽ to hơn một chút và những con cái sẽ phồng lên vì chứa trứng. Dấu hiệu rõ nhất là khi con đực ấp trứng ở miệng.
Chúng được yêu thích nhất bởi kích thước nhỏ và tập tính của chúng. Chúng sẽ sống hòa thuận với hầu hết các loài và chúng sẽ để yên cho các loài động vật không xương sống trong bể, cá sống tốt trong một cái bể ít nhất 30 gallon hoặc lớn hơn. Chúng thường thích tụ tập ở mức giữa bể nơi có các vật treo lơ lửng hoặc trong các khe hở của đá sống.
Chúng là loài ấp trứng bằng miệng và con đực làm nhiệm vụ này, khi chúng kết đôi và sẵn sàng tách hoặc rời đi vả đôi bởi chúng có thể trở nên cực kỳ cạnh tranh với những con khác khi đẻ trứng. Chúng không được nhân giống phổ biến như loài Banggai Cardinal nhưng chúng cũng dễ nhân giống như vậy. Chúng ấp trứng bằng miệng giống như Cá Banggai.
Cá chủ yếu là ăn thịt, chúng cần các bữa ăn nhỏ và thường xuyên gồm các thức ăn từ thịt hải sản. Giống như các loài khác, một thức đơn đa dạng và chất lượng cao sẽ giúp chúng khỏe mạnh, đầy sức sống. Việc cho chúng ăn lhơi khó khăn, chúng có thể không ăn các loại thức ăn vụn, chúng ăn các loại tôm mysis hoặc brine sống hoặc đông lạnh đã làm tan giá, chúng đẻ trứng thành công, thì thức ăn từ sinh vật phù du, và sau đó khoảng một tuần là tôm brine sống. 